# スーパーカーズ選手権
スーパーカーズ選手権（スーパーカーズせんしゅけん、英語: Supercars Championship）とは、オーストラリアを中心に開催される、国際自動車連盟（FIA）公認のツーリングカーレースシリーズである。

## 概要

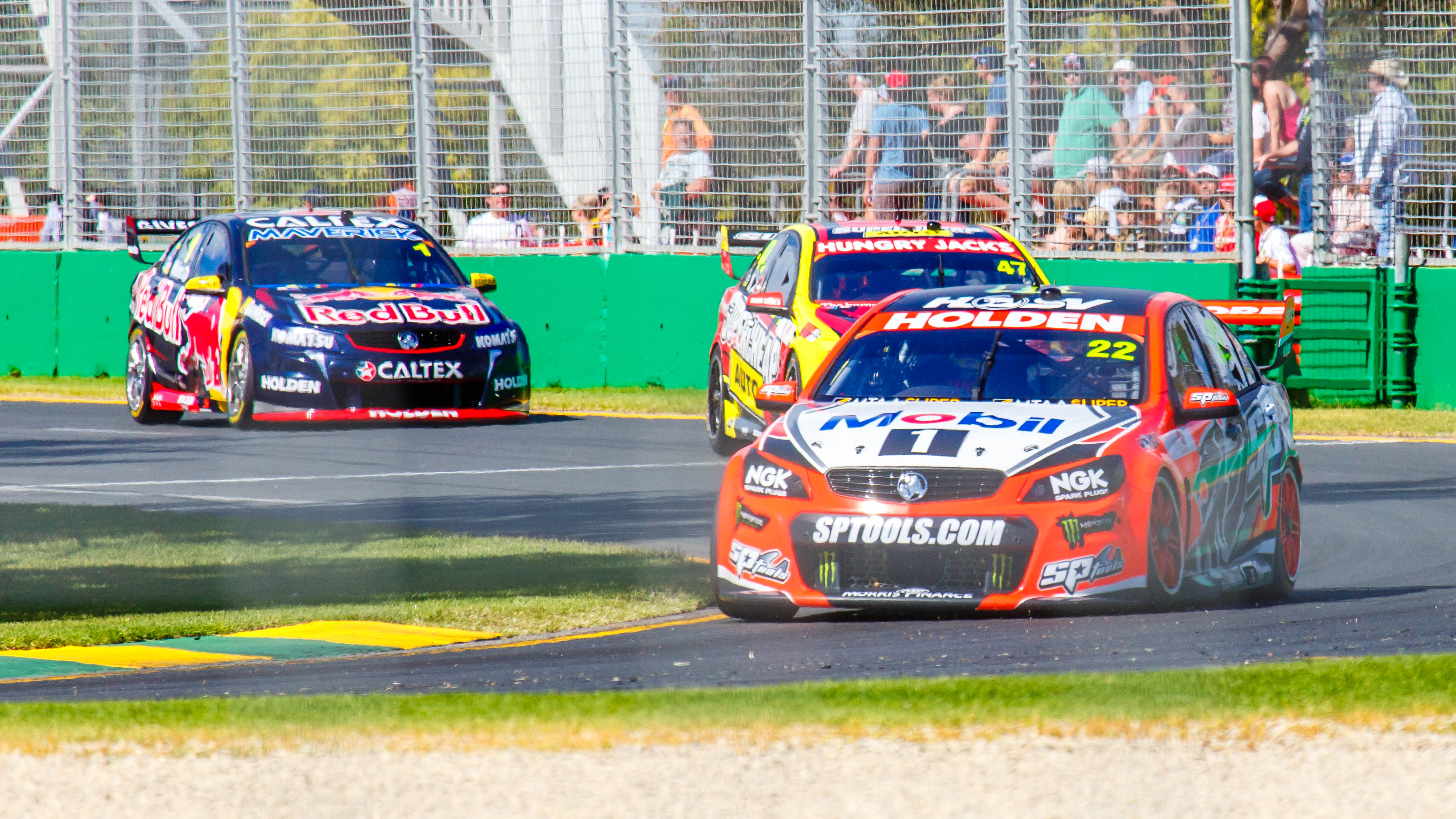
F1のオーストラリアグランプリとの併催イベント（2015年）

ルーツは1960年から始まったオーストラリアツーリングカー選手権（ATCC）。アメリカ車のマッスルカーのレースに始まり、1980年代にはBMW、日産などのグループA規定車が猛威を振るった。
1991年にグループA規定終了と前後し、選手権はCAMS（オーストラリアモータースポーツ連盟）の定めるV型8気筒自然吸気エンジン車と、FIAの定めるスーパーツーリング規定（『クラス2ツーリングカー』）の2.0リッター自然吸気エンジン車のクラスに分けられたが、1995年でクラス2は消滅し、総合優勝を争えるV8エンジン車のみが残った。
1996年末シリーズを運営するための合弁会社オーストラリアン・ブイ・エイト・スーパーカー・カンパニー（AVESCO）が設立されると共に、V8スーパーカー（V8SC）の名を採用。1999年に耐久レースも組み込まれ、シリーズは知名度を高めた。
シリーズは長らくホールデン（GM）とフォードの2社による支配が続いたが、2013年に鋼管フレームによりシャシーを共通化してコストを大幅に削減する新規則『カー・オブ・ザ・フューチャー』（COTF）が施行。これによりメルセデス・ベンツ（EクラスAMG、2013〜2015年）、ボルボ（S60、2014〜2016年）、日産（アルティマ、2013〜2019年）らが参入するが、いずれも短期間で撤退したため、再び2社の寡占状態に戻った。
2017年にはより門戸を広げるべくカー・オブ・ザ・フューチャーの第2世代となる『GEN2』規定が施行。これにより2ドアクーペボディ、ターボチャージャー付きのV型6気筒及び直列4気筒エンジン車が解禁された。加えて2016年4月にオーストラリアの航空会社ヴァージン・オーストラリアがシリーズ全体の冠スポンサーとなったことから、2016年7月より「V8」が外れ、シリーズ名称はヴァージン・オーストラリア・スーパーカー・チャンピオンシップに変更された。しかし実際には4気筒及び6気筒エンジンを採用する新規メーカーは現在まで現れておらず、GM・フォードともにV8が維持されている。
2020年にはコロナ禍で同社が破綻したことにより自動車工学会社のレプコに冠スポンサーが交代、レプコ・スーパーカーズ・チャンピオンシップ（RSC）へと名称が変わっている。2022年以降はクーペボディの標準化や共通ハイブリッド、オーバーテイクボタン、パドルシフトなどを標準とし、ダウンフォース量を従来の60〜70%削減する『GEN3』規定を段階的に導入している。
開催地は現在はコロナ禍の影響もありオーストラリア国内のみだが、過去にはニュージーランド、中国、バーレーン、アラブ首長国連邦でも開催されていた。
チームとしては北米の名門であるチーム・ペンスキーやアンドレッティ・オートスポーツが現地チームとのジョイントという形で参戦している。過去には英国のプロドライブも参戦していた。
直下カテゴリとして、型落ちのV8スーパーカーを用いるダンロップスーパー2シリーズがある。

## チャンピオン
| シーズン | チャンピオン                   | 車種                                    | マニファクチャーズタイトル |
| -------- | ------------------------------ | --------------------------------------- | -------------------------- |
| 1997     | グレン・シートン               | Ford EL Falcon                          | フォード                   |
| 1998     | クレイグ・ラウンズ             | Holden VS Commodore Holden VT Commodore | ホールデン                 |
| 1999     | クレイグ・ラウンズ             | Holden VT Commodore Holden VS Commodore | ホールデン                 |
| 2000     | マーク・スカイフ               | Holden VT Commodore                     | ホールデン                 |
| 2001     | マーク・スカイフ               | Holden VX Commodore                     | ホールデン                 |
| 2002     | マーク・スカイフ               | Holden VX Commodore                     | ホールデン                 |
| 2003     | マルコス・アンブローズ         | Ford BA Falcon                          | フォード                   |
| 2004     | マルコス・アンブローズ         | Ford BA Falcon                          | フォード                   |
| 2005     | ラッセル・インガル             | Ford BA Falcon                          | フォード                   |
| 2006     | リック・ケリー                 | Holden VZ Commodore                     | ホールデン                 |
| 2007     | ガース・タンダー               | Holden VE Commodore                     | ホールデン                 |
| 2008     | ジェイミー・ウィンカップ       | Ford FF Falcon                          | フォード                   |
| 2009     | ジェイミー・ウィンカップ       | Ford FG Falcon                          | フォード                   |
| 2010     | ジェームス・コートニー         | Ford FG Falcon                          | フォード                   |
| 2011     | ジェイミー・ウィンカップ       | Holden VE Commodore                     | ホールデン                 |
| 2012     | ジェイミー・ウィンカップ       | Holden VE Commodore                     | ホールデン                 |
| 2013     | ジェイミー・ウィンカップ       | Holden VF Commodore                     | ホールデン                 |
| 2014     | ジェイミー・ウィンカップ       | Holden VF Commodore                     | ホールデン                 |
| 2015     | マーク・ウィンターボトム       | Ford FG X Falcon                        | フォード                   |
| 2016     | シェーン・ヴァン・ギスバーゲン | Holden VF Commodore                     | ホールデン                 |
| 2017     | ジェイミー・ウィンカップ       | Holden VF Commodore                     | フォード                   |
| 2018     | スコット・マクラフリン         | Ford FG X Falcon                        | ホールデン                 |
| 2019     | スコット・マクラフリン         | Ford Mustang GT                         | フォード                   |
| 2020     | スコット・マクラフリン         | Ford Mustang GT                         | フォード                   |
| 2021     | シェーン・ヴァン・ギスベルゲン | Holden ZB Commodore                     | ホールデン                 |
| 2022     | シェーン・ヴァン・ギスベルゲン | Holden ZB Commodore                     | ホールデン                 |
| 2023     | ブロディ・コステッキ           | Chevrolet Camaro ZL1                    | シボレー                   |
| 2024     | ウィル・ブラウン               | Chevrolet Camaro ZL1                    | シボレー                   |